# 苏州工业园区工业技术学校

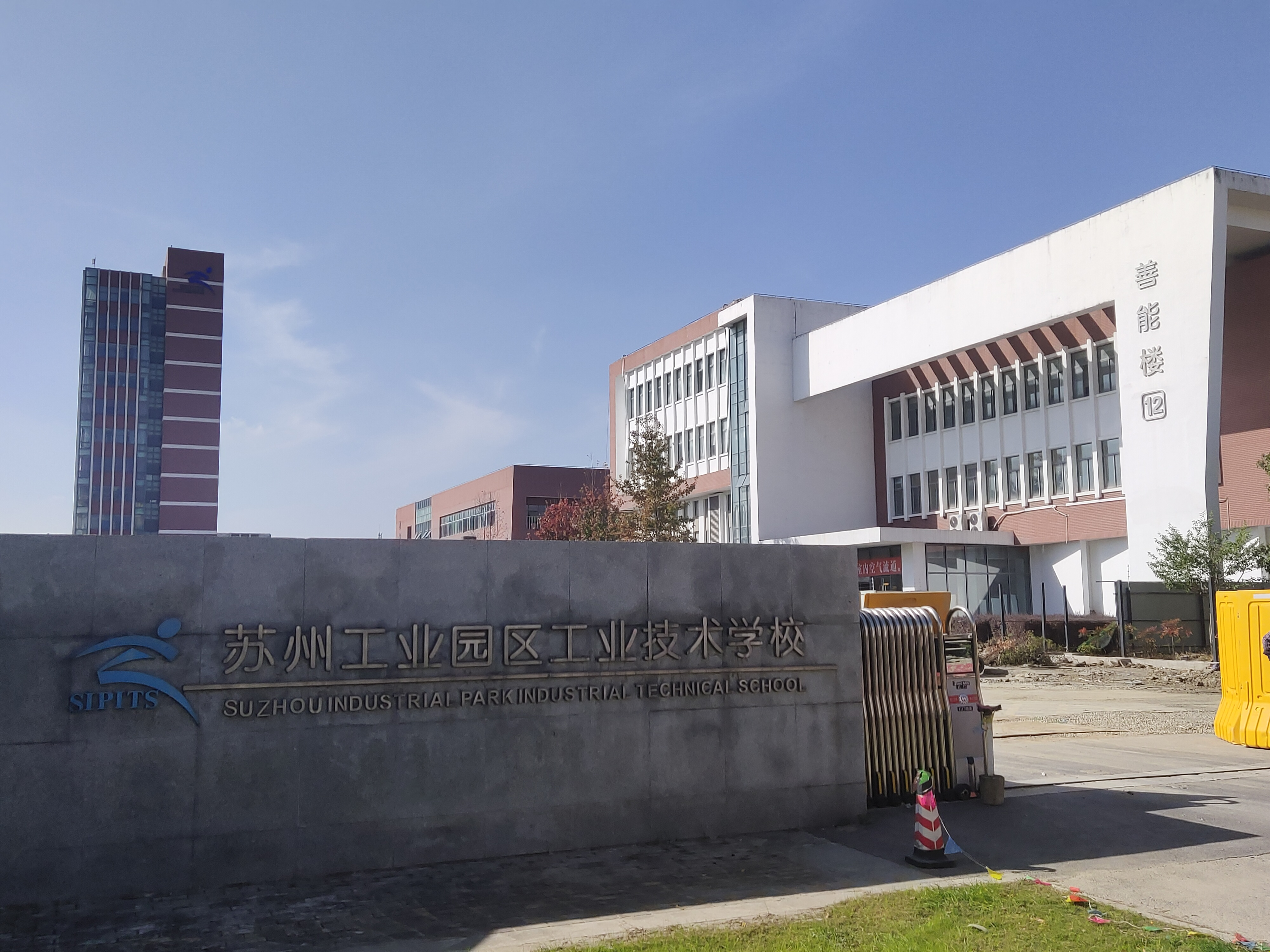
苏州工业园区工业技术学校正门

苏州工业园区工业技术学校（英语：Suzhou Industrial Park Industrial Technical School），位于中国江苏省苏州市工业园区独墅湖科教创新区松涛街208号，创建于2005年5月，是一所国家级重点中等职业学校。

## 历史
2005年5月建立；
2008年，增挂苏州工业园区社区培训学院；
2014年，升格为五年制高等职业学校，增挂江苏联合职业技术学院苏州工业园区分院、学校增挂苏州工业园区开放大学；
2016年，增挂江苏开放大学智能制造技术学院。

## 专业设置
电子信息、装备制造、物流商贸、旅游服务、交通运输、休闲保健等六个大类专业。